# Baggå
Baggå är en by och ett nedlagt järnbruk i Skinnskattebergs socken och kommun i Västmanland. Byn ligger cirka 12 kilometer norr om Skinnskatteberg. Baggå med ett tjugotal hus är känd för Baggå herrgård, byggd 1862 av den dåvarande ägaren till Baggå bruk Patric Reuterswärd.

## Historia
På 1500-talet erhöll prästen i Skinnskatteberg vid namn Petri brytningstillstånd i "Baggemarken". En hytta och hammare i Baggå omnämns 1625.
År 1634 anlades Skommarbo/Baggå Nedre hammare av kyrkoherden i Skinnskatteberg Ericus Petri. Detta år erhöll även Baggå bruk privilegium. Bland senare ägare märks presidenten i bergskollegium greve Fredrik Gyllenborg. År 1746 anlades Borgfors bruk, vilket snart kom att få samma ägare som Baggå.
Baggå bruk kom under 1840-talet att ledas av brukspatron C. J. Holmkvist och utvecklades då till en av de största stångjärnstillverkarna i Västmanland. På 1850-talet tog den blivande hovmarskalken Patric Reuterswärd över verksamheten. Baggå herrgård i gulvit putsad sten med plåttak uppfördes 1862 på initiativ av Reuterswärd. Den gamla herrgården hade förstörts vid en brand 1858 och var en träbyggnad troligen uppförd på tidigt 1700-tal. Baggå herrgård var också skola för bildning i järnframställning under ledning av en bergsingenjör vid namn Bonde. Baggå var ett av de få järnbruken som upphöjts av konungen till status "högre översmide" som var ett kvalitetsmärke.
I mitten av 1890-talet utgjordes verksamheten tillhörande Baggå av Borgfors bruk med masugn och lancashirehärd, Baggå bruk med två franche-comté-härdar och stångjärnshammare, mejeri, kvarn och såg. Tillverkningen utgjordes 1893 av 2 075 ton tackjärn och gjutgods, 1 290 ton smältstycken, råskenor och göt samt 583 ton stångjärn och stål. Antalet arbetare var samma år 49 Drivkraften till verkstäderna var fem vattenhjul och en twin Francis turbine, om tillsammans 89 hästkrafter. Till Baggå hörde även järnmalmsgruvorna Östra och Västra Älgtorpsgruvorna, Norra Skärsjögruvan, Skilå Blankagruvan samt Ulrikagruvan, ur vilka med en arbetsstyrka av 41 man 1893 uppfordrades 5 135 ton malm.
Efter att Baggå bruk lades ned 1910 övertogs större delen av egendomen av staten. Lantbruket med såg, kraftverk och kvarn samt ett skogsområde om 300 ha köptes samma år av agronomen Herman Nobiling. Borgfors bruk lades ned 1919. Kvarnen vid Baggå kom dock att vara i drift i ytterligare några år. Sågen och vattenkraften fanns kvar in på 1960-talet.
1919–1926 fungerade Baggå som skogsskola och var underställt Klotens kronopark.
Herrgården har senare bland annat fungerat som kansli och bostad för den ryske kommendanten/lägerchefen med förläggningbaracker i anslutning, belägna öst väst om mangårdsbyggnaden för inkvartering av de ryska krigsfångarna från 1940 till 1944. Herrgården var skogsskola från 1921 till 1928. Idag är herrgården privatbostad med ett utsökt läge invid Hedströmmens flöde. I Baggå finns även många fina vandringsleder och andra sevärdheter. Till minne av konung Oscar II:s officiella besök i Baggå 6–7 juli 1885 finns en minnessten rest. Herrgården med tillhörande lantbruk är i privat ägo.